# Lieurey
Lieurey település Franciaországban, Eure megyében. Lakosainak száma 1471 fő (2022. január 1.). Lieurey La Poterie-Mathieu, Épreville-en-Lieuvin, Épaignes, Morainville-Jouveaux, Noards és Le Mesnil-Saint-Jean községekkel határos.

## Népesség
A település népességének változása:
| Lakosok száma | 1060 | 1075 | 1155 | 1323 | 1403 | 1444 | 1451 | 1487 | 1502 | 1471 |
|               | 1968 | 1982 | 1990 | 2006 | 2013 | 2015 | 2017 | 2019 | 2020 | 2022 |